# Brighton (Newfoundland en Labrador)
Brighton is een gemeente (town) in de Canadese provincie Newfoundland en Labrador. De gemeente spreidt zich uit over drie met elkaar verbonden eilandjes voor de noordkust van Newfoundland.

## Geschiedenis
In 1981 kregen de inwoners van Brighton voor het eerst een beperkte vorm van lokaal bestuur doordat de plaats een local service district werd. Op 23 december 1985 werd Brighton reeds erkend als een volwaardige gemeente.

## Geografie
De gemeente bestaat uit Cobbler Island, Brighton Tickle Island en een klein noordwestelijk deel van het veel grotere Triton Island. Deze zeer dicht bij elkaar gelegen eilanden liggen in de Notre Dame Bay, ten noorden van het eiland Newfoundland. De eilandjes zijn allen via de weg met elkaar verbonden via provinciale route 380, die tweemaal de oversteek maakt via een door een brug onderbroken dijk.

## Demografie
Demografisch gezien kent Brighton, net zoals de meeste kleine gemeenten op Newfoundland, een dalende langetermijntrend. Tussen 1986 en 2021 daalde de bevolkingsomvang van 328 naar 163. Dat komt neer op een daling van 165 inwoners (-50%) in 35 jaar tijd.
| Demografische ontwikkeling van Brighton tussen 1951 en 2021                |
| -------------------------------------------------------------------------- |
|                                                                            |
| Bron: Statistics Canada (1951–1986, 1991–1996, 2001–2006, 2011–2016, 2021) |